# Jičínka
Die Jičínka (deutsch Titsch, am Oberlauf Obere Titsch) ist ein rechter Nebenfluss der Oder in Tschechien.

## Verlauf
Die Jičínka entspringt südlich des Velký Javorník (917 m n.m.) in den Mährisch-Schlesischen Beskiden. Ihr Quellgrund wird von den Bergen Velký Javorník, Malý Javorník (838 m n.m.) und Rybníčky (700 m n.m.) umgeben. Der Bach fließt anfänglich mit starkem Gefälle vorbei an der Einschicht Padolí nach Nordwesten und erreicht in Veřovice die Veřovická brázda (Wernsdorfer Furche), wo er westliche Richtung nimmt. Am Mořkovský vrch (Murker Berg, 427 m n.m.) bei Mořkov verlässt der Bach die Furche und durchfließt – wieder mit nordwestlicher Richtung – die Štramberská vrchovina (Stramberger Bergland). Hier reihen sich die Dörfer Životice u Nového Jičína und Žilina aneinander. Danach fließt die Jičínka östlich des Stadtzentrums von Nový Jičín vorbei und trennt die Stadt von der Unteren Vorstadt (Dolní Předměstí). Unterhalb der Stadt wird der Fluss von der Staatsstraße I/48 überquert. Entlang des weitgehend begradigten und nach Norden führenden Unterlaufs erstrecken sich die Dörfer Šenov u Nového Jičína und Kunín. Nach 25,8 Kilometern mündet die Jičínka nördlich von Kunín in die Oder.

## Geschichte
Das gesamte Tal der Tyča ist seit der Binnenkolonisation im 13. Jahrhundert besiedelt. Die entlang des Flusses angelegten Waldhufendörfer erfuhren im 19. und 20. Jahrhundert starke Erweiterungen und wuchsen weitgehend zusammen.

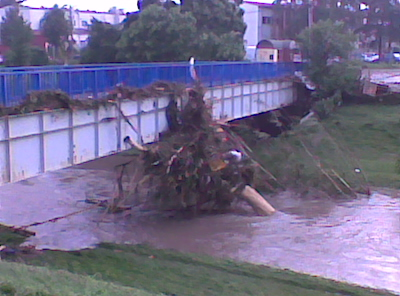
Die Jičínka in Nový Jičín am Tag nach der Sturzflut von 2009.

Bekannt ist der zumeist ruhige und wenig Wasser führende Fluss durch seine schnell auftretenden Hochwasser. Regelmäßig finden sich Nachrichten über Hochwasser, so in den Jahren 1705, 1742, 1760, 1779, 1846 und 1880. Verheerend war die Flut vom 12. August 1779, die den Friedhof in Söhle ausspülte und die Särge bis nach Schönau schwemmte. Beim Hochwasser von 1846 bahnte sich die Titsch in Söhle zwischen der Kirche und der heutigen Hauptstraße ein neues Bett.
1958 wurde bei Šenov die hydrologische Station Nový Jičín mit einem Schreibpegel errichtet.
Im Sommer 1997 führte der Fluss ein Jahrhunderthochwasser und erreichte einen Wasserstand von vier Metern. Die Starkregenfälle vom 24. Juni 2009 führten zu einer Sturzflut der Jičínka und ihrer Zuflüsse Grasmanka und Zrzávka. Der Pegel überstieg die sechs Meter, die Durchflussmenge lag bei 340 m³/s. Die Flussmeisterei Povodí Odry ging von Hochwasser mit 300–500-jähriger Wahrscheinlichkeit aus.

## Zuflüsse
- Kamenárka (l), Padolí
- Rynštok (l), Veřovice
- Mlýnský potok (l), V Říkách
- Rakový potok (r), V Říkách
- Králův potok (l), Mořkov
- Pstruží potok (r), Žilina
- Zrzávka (l), Žilina
- Rakovec (r), Nový Jičín
- Grasmanka (l), Šenov u Nového Jičína
- Bernartický potok (l), Šenov u Nového Jičína